# (24649) Balaklava
(24649) Balaklava est un astéroïde de la ceinture principale.

## Description
(24649) Balaklava est un astéroïde de la ceinture principale. Il fut découvert le 19 septembre 1985 à Nauchnyj par Nikolaï Tchernykh et Lioudmila Tchernykh. Il présente une orbite caractérisée par un demi-grand axe de 3,18 UA, une excentricité de 0,24 et une inclinaison de 12,2° par rapport à l'écliptique.

## Compléments